# Eric Dikeb
Eric Dikeb (* 16. November 1970 in Den Haag; eigentlich Eric Hoogerheide) ist ein niederländischer Unterhaltungskünstler und DJ.
Seine musikalische Laufbahn begann bereits früh. In einem örtlichen Spielmannszug spielte Dikeb Trompete und Schlagzeug. Nachdem er  verschiedene Bands verstärkt hatte, trat er schließlich als Moderator einer Karaokeshow auf. Mit dieser Show ist er heute noch in den Skigebieten der Alpen als Après-Ski-Unterhalter unterwegs.
Sehr viel bekannter wurde er im Jahr 2000 durch seine Mitwirkung beim Frühstücksprogramm Stenders Vroeg Op des niederländischen Radiosenders Yorin FM. Ein Jahr später gab er im Tagesprogramm des Senders in der Show Big Diet, allerhand mögliche und unmögliche Ratschläge, wie man seine überflüssigen Pfunde wird.
2002 schrieb Dikeb den bekannten Karnevalshit De Pizzahut, im Jahr darauf nahm er zusammen mit DJ Ötzi die Single Burger Dance auf, mit der er im Sommer 2003 die Spitze der deutschen Charts erreichte. Schließlich schrieb er 2004 für das Duo Bas en Joël die Popballade Celeste, die sich für das Finale des Nationalen Songfestivals 2004 qualifizierte.
Dikeb war kurzzeitig auch politisch aktiv. Unter seinem bürgerlichen Namen Eric Hoogerheide stand er bei den Parlamentswahlen 2003 auf der Wahlliste der Partij van de Toekomst (Partei der Zukunft), einer Spaßpartei unter Führung der niederländischen Fernsehfigur Johan Vlemmix.